# Jan Stanisław Podziemski
Jan Stanisław Podziemski (ur. 28 marca 1897 w Wieluniu) – podpułkownik ludowego Wojska Polskiego.

## Życiorys
Urodził się 28 marca 1897 w Wieluniu, w rodzinie Stanisława i Jadwigi z Kozankiewiczów.
Po odzyskaniu przez Polskę niepodległości został przyjęty do Wojska Polskiego. Brał udział w wojnie polsko-bolszewickiej. Służył jako porucznik w 3 pułku ułanów w Tarnowskich Górach. 3 maja 1922 został zweryfikowany w stopniu porucznika ze starszeństwem od 1 czerwca 1919 i 84. lokatą w korpusie oficerów jazdy, a 31 marca 1924 prezydent RP nadał mu stopień rotmistrza ze starszeństwem z dnia 1 lipca 1923 i 62. lokatą w korpusie oficerów jazdy. W listopadzie 1928 został przeniesiony do 4 pułku strzelców konnych w Płocku. W czerwcu 1934 został przeniesiony do 3 Dywizji Piechoty Legionów w Zamościu na stanowisko oficera taborowego. Później został wyznaczony na stanowisko komendanta rejonu Przysposobienia Wojskowego Konnego przy Dowództwie 3 Dywizji Piechoty Legionów. Na stopień majora został mianowany ze starszeństwem z 19 marca 1938 i 1. lokatą w korpusie oficerów kawalerii. W kampanii wrześniowej 1939 pełnił stanowisko dowódcy kawalerii dywizyjnej 3 Dywizji Piechoty Legionów. Od 24 lutego 1941 przebywał w niemieckiej niewoli, w Oflagu II A Prenzlau.
Po wojnie został oficerem ludowego Wojska Polskiego, pod koniec 1946 był w stopniu podpułkownika.

## Ordery i odznaczenia
- Krzyż Kawalerski Orderu Odrodzenia Polski – 17 grudnia 1946 „za bohaterskie czyny i dzielne zachowanie się w walce z niemieckim najeźdźcą oraz za gorliwą pracę i sumienne wypełnianie obowiązków służbowych”[16]
- Krzyż Walecznych dwukrotnie[17][14]
- Medal Niepodległości – 23 grudnia 1933 „za pracę w dziele odzyskania niepodległości”[18][19]
- Srebrny Krzyż Zasługi[14]